# Pietro Antonio Lavazza
Pietro Antonio Lavazza (1638 circa – 1718) è stato un liutaio italiano.
Attivo a Milano, padre di Santino Lavazza, aveva bottega presso Strada Cantarana e si è successivamente spostato in Contrada larga, nel 1687. La sua produzione riflette le caratteristiche della scuola di Grancino ed i suoi strumenti hanno tipicamente una bombatura poco accentuata. Usava una vernice dorata.